# Jerzy Daniel Hryczyna Woyna
Jerzy Daniel Hryczyna Woyna herbu Trąby – podsędek piński w latach 1639–1633, stolnik piński w latach 1623–1629.
Był elektorem Władysława IV Wazy z powiatu pińskiego w 1632 roku.